# Genesis (árbol)

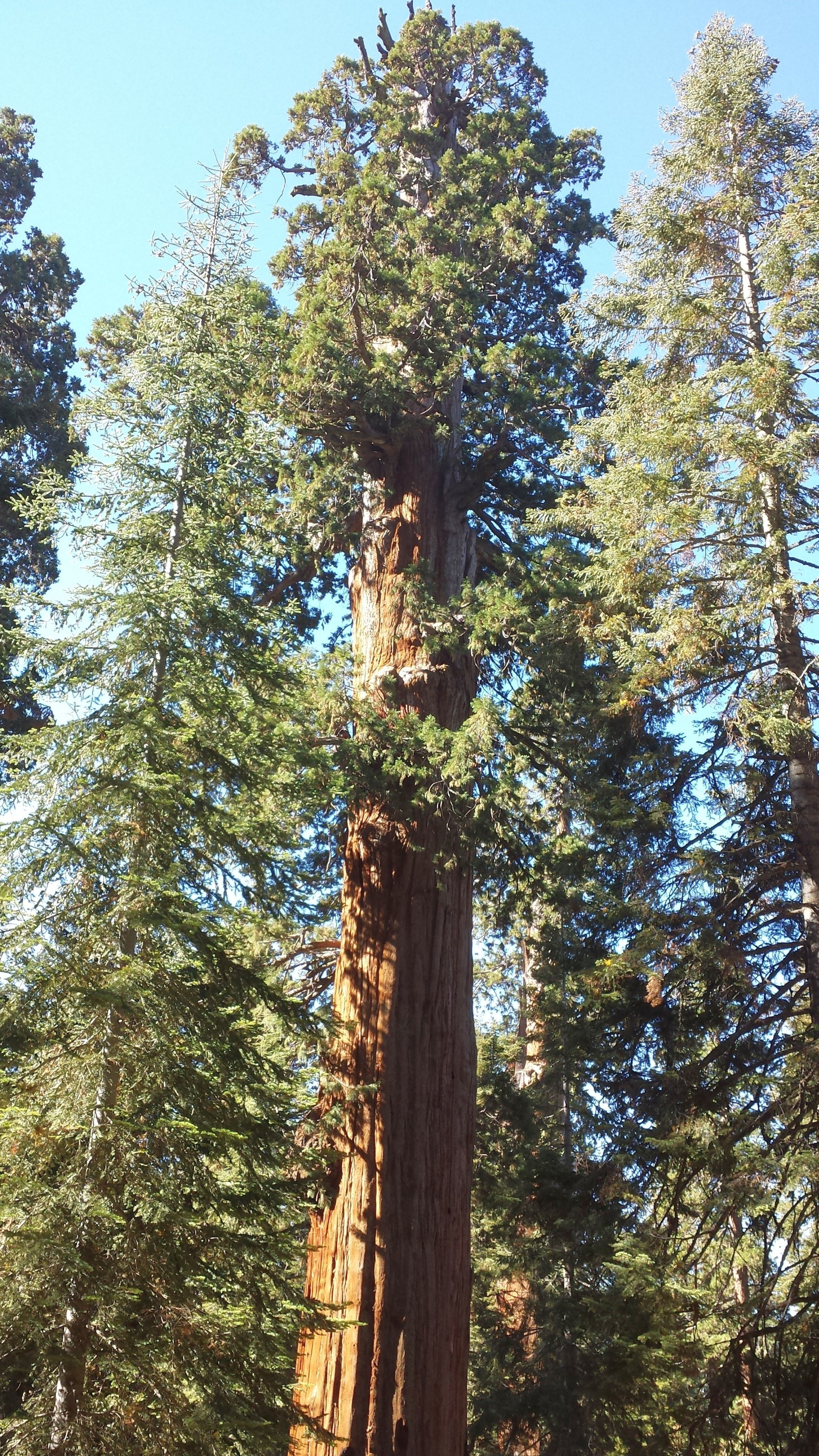
El árbol Génesis es el séptimo árbol más grande del mundo.

El árbol Génesis es una secuoya gigante que además es el séptimo árbol más grande del mundo.  Está ubicado dentro de Mountain Home Grove, un bosque de secuoyas gigantes ubicado en el Bosque Estatal de Demostración Mountain Home en la Sierra Nevada del este de California.  El árbol Génesis resultó gravemente dañado por el incendio Castle Fire en 2020.

## Historia
El árbol fue descubierto y nombrado por Wendell Flint y Mike Law en 1985 mientras buscaban "árboles grandes" en las montañas de Sierra Nevada de California.  Midieron un árbol enorme, previamente no documentado, que ellos observaron en el bosque de secuoyas gigantes de Mountain Home, y determinaron que es solo un poco más pequeño que el árbol Boole en el bosque de Converse Basin en el bosque nacional Secuoya, pero con una base más delgada y un tronco más grande. El árbol Génesis también es un poco más grande que el que entonces era el séptimo árbol más grande del mundo, el árbol Franklin en el Bosque Gigante del Parque Nacional Secuoya, lo que convierte al Génesis en el séptimo árbol más grande en general y el árbol más grande en la arboleda Mountain Home. 

## Dimensiones
Estas son las dimensiones del árbol Génesis según las medidas tomadas por Wendell D. Flint. El volumen calculado ignora las quemaduras.  El volumen del árbol después del incendio Castle Fire sigue sin medirse.
|                                                | Metros  | Pies   |
| Altura sobre la base                           | 78.49   | 257.5  |
| Circunferencia en el suelo                     | 26,0    | 85.3   |
| Circunferencia 4.5 pies (1,4 m) sobre el suelo | 21.5    | 70.7   |
| Diámetro 5 pies (1,5 m) por encima del suelo   | 6.86    | 22.5   |
| Diámetro 60 pies (18,3 m) sobre el suelo       | 5.15    | 16.9   |
| Diámetro 120 pies (36,6 m) sobre el suelo      | 4.57    | 15.0   |
| Diámetro 180 pies (54,9 m) sobre el suelo      | 3.20    | 10.5   |
| Volumen estimado (m³.ft³)                      | 1.186,4 | 41,897 |

Para 2013, el árbol había crecido a 86,2 metros (282,8 pies) de altura y alcanzó una circunferencia de 24,04 metros (78,9 pies) a 1,37 metros (4,5 pies) por encima de la base.